# Maltesisch-portugiesische Beziehungen
Die maltesisch-portugiesischen Beziehungen umfassen die bilateralen Beziehungen zwischen Malta und Portugal.
Die beiden Länder unterhalten traditionell gute Beziehungen, die insbesondere im 17. und 18. Jahrhundert sehr eng waren, mit Beginn des 19. Jahrhunderts dann stark zurückgingen und erst seit dem späten 20. Jahrhundert wieder langsam zunehmen. Malta wurde mehrfach von Portugiesen regiert, und die langen Phasen ihrer zeitweise engen Beziehungen hinterließen zahlreiche Spuren in Malta, vor allem baulicher Art. Die portugiesische Denkmalliste SIPA führt gar ein portugiesisches Baudenkmal in Malta, den Palast des Antonio Manoel de Vilhena, der Malta ab 1722 besonders stark prägte. Dieser Palazzo Vilhena wurde 2002 durch portugiesische Hilfe umfangreich restauriert.
Die wichtigsten heutigen Verbindungsglieder sind vor allem die gemeinsame Mitgliedschaft in der Europäischen Union und in internationalen Gremien und Organisationen wie der OSZE, dem Europarat, die Union für den Mittelmeerraum, die Arraiolos-Gruppe und die zahlreichen UN-Organisationen. Ihr wachsender bilateraler Handel, der Tourismus, ihr regelmäßiger Sport- und Kulturaustausch und die kleinen gegenseitigen Diasporas sind weitere Faktoren ihrer vielschichtigen und unbelasteten, jedoch nur langsam zunehmenden Beziehungen.
Im Jahr 2020 waren 109 maltesische Staatsbürger in Portugal gemeldet, während 284 portugiesische Staatsbürger konsularisch in Malta registriert waren.

## Geschichte

### Bis zum 13. Jahrhundert

Karthago und Rom am Anfang des Zweiten Punischen Kriegs 2018. Danach gehörten die heutigen Staaten Malta und Portugal erstmals einem gemeinsamen Herrschaftsbereich an, dem römischen Imperium.

Die Insel Malta gehörte zum Machtbereich der Karthager, die bis nach Portugal Handelsposten unterhielten. Damit waren sie erstmals direkt miteinander verbunden, bevor sie beide auch zu den Handelsrouten der Griechen gehörten.
Der Zweite Punische Krieg ab 218 v. Chr. brachte römische Truppen auch auf die Iberische Halbinsel, so dass auch Malta und das heutige Portugal nun Teil des Römischen Reichs waren. Mit der Völkerwanderung ab dem 4. Jh. n. Chr. zerfiel der westliche Teil Roms, und sowohl Malta als auch Portugal wurden von Vandalen und anderen Germanenstämmen erobert.
Im Jahr 711 wurde Portugal von den Arabern eingenommen, 904 kam auch Malta zum islamischen Machtbereich. Während Portugal danach in der sogenannten christlichen Reconquista den Islam wieder vertrieb und ab 1143 seine Eigenständigkeit als christliches Königreich Portugal etablierte, wurde Malta 1090 von den Normannen erobert, seine muslimische Bevölkerung dabei aber erst nach einem Aufstand 1249 zu einem großen Teil zwangs-christianisiert. Am Zweiten Kreuzzug, der auch bedeutende Hilfe bei der entscheidenden Belagerung von Lissabon (1147) leistete, waren Ritter des Johanniterordens maßgeblich beteiligt. 1203 wurde Afonso de Portugal, Sohn des ersten portugiesischen Königs D. Afonso Henriques, zum 12. Großmeister des Johanniterordens, der später wesentlich für Maltas Geschichte wurde.

### Vom 14. bis Anfang des 19. Jahrhunderts

#### Portugiesen im späteren Malteserorden
Nach der Auflösung des Templerordens 1312 war das beträchtliche Ordensvermögen den Johannitern, dem späteren Malteser-Ritterorden übertragen worden, nicht jedoch in Portugal. Hier wurde der neu gegründete Christusritterorden zum Erben der Templer, gleichwohl daneben der Johanniterorden in Portugal weiter einflussreich blieb. Die Eroberung von Ceuta 1415 durch Portugal, und dabei maßgeblich durch Ritter des Christusordens, war ein strategisch bedeutender Punkt in der damaligen bekannten Weltordnung: gelegen gegenüber des Johannitersitzes Rhodos, ermöglichte es den Portugiesen die Kontrolle über das westliche Ende des Mittelmeers und dessen Zugang zum Atlantik. Ceuta markierte damit den Aufbruch Portugals zu seinen Entdeckerfahrten und damit zum ersten globusumspannenden Weltreich der Geschichte. Die enge Verbindung zum späteren Malteserorden drückte sich dabei auch in den zahlreichen portugiesischen Ordensrittern aus, von dessen Stammsitz Rhodos aus auch Pêro da Covilhã und Afonso de Paiva ihre Forschungsreise nach Alexandria begannen und von dort ins Innere Afrikas, um Kenntnisse für die weitere Durchführung der portugiesischen Pläne für einen Seeweg nach Indien um Afrika herum zu sammeln. Zuvor waren sie tatkräftig beteiligt an der Verteidigung von Rhodos, Sitz des Ordens bis zum Umzug nach Malta.

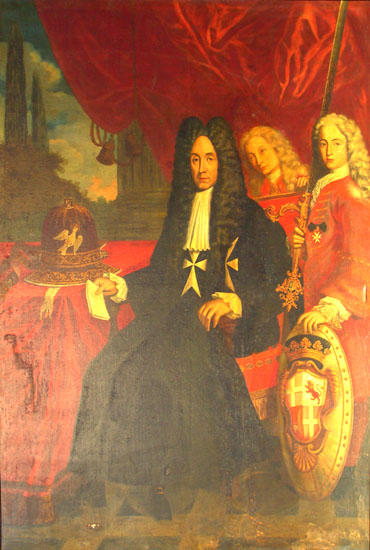
Der Portugiese Antonio Manoel de Vilhena regierte Malta ab 1722 und gehört zu den prägendsten Regenten der Geschichte Maltas.

Die Beziehungen Portugals zum späteren Malteserorden wurden noch enger, nachdem Portugal und Kastilien-León 1452 den Zungen des Malteserordens als achte „Zunge“ beitraten. Dabei halfen die Ritter der späteren Malteser auch den portugiesischen Plänen: so verhinderte die Niederlage der ägyptisch-türkischen Flotte, die ihnen vor Alexandretta (heute İskenderun) auch von Johannitern beigebracht wurde, eine Verstärkung ihrer Kräfte im Roten Meer, gegen die sich Afonso de Albuquerque durchsetzen und danach so entscheidende portugiesische Eroberungen wie Hormuz (1507), Goa (1510) und Malakka (1511) machen konnte.
Der Johanniterorden ließ sich um 1530 auf Malta nieder und wird seither Malteserorden genannt. Der Orden blieb vielfältig mit Portugal verbunden, und es wirkten nun immer zahlreicher Portugiesen in ihm. Sie spielten damit eine bedeutende Rolle bei der Entwicklung des Ordens und damit Maltas. So war Cristóvão de Cernache, späterer Großkanzler der Malteser, nicht nur an wichtigen portugiesischen Militäroperationen ab 1513 im Orient (u. a. Belagerung Adens, Eroberung Qalʿat al-Bahrains) und der Verteidigung des Ordenssitzes auf Rhodos beteiligt, sondern gehörte mit mindestens zwei Dutzend anderer portugiesischer Ritter zu den Akteuren der erfolgreichen Verteidigung der Ordensinsel in der Belagerung von Malta (1565). Der portugiesische König D. Sebastião gehörte danach zu den wichtigsten Finanziers des Malteser-Großmeisters Jean de la Valette und seinem Bau der neuen Hauptstadt Maltas, das nach ihm benannte Valletta.

#### Portugiesische Herrscher Maltas und gegenseitige maltesisch-portugiesische Einflüsse
Mehrfach wurden portugiesische Adlige Großmeister des Malteserordens und damit zum Herrscher des Ordensstaat Malta, etwa Luis Mendez de Vasconcellos, der 1622 zum 55. Großmeister des Ordens wurde. 1741 wurde der Portugiese Manuel Pinto de Fonseca zum 68. Großmeister des Malteserordens und danach mit seiner 32 Jahren dauernden Regentschaft der am längsten amtierende Großmeister der Malteser. Er baute die imposante Herberge der Kastilier (Auberge de Castille et Leone) und auch die Ordensarmee maßgeblich aus und glich die Position des Großmeisters weitgehend der Position eines Königs an. Er war der letzte portugiesische Ordensgroßmeister und damit letzter portugiesischer Herrscher Maltas.
Besonders verdient um die Entwicklung Maltas machte sich zuvor Antonio Manoel de Vilhena, der ab 1722 der 66. Großmeister des Ordens wurde und als Herrscher Maltas wegweisende wirtschaftliche und städtebauliche Maßnahmen vornahm. Mit seinem Palazzo Vilhena (portugiesisch: Palácio Vilhena) befindet sich eines seiner Bauwerke sowohl unter maltesischem Denkmalschutz als auch in der portugiesischen Denkmalliste. Vilhena, der bereits mit seinen Verdiensten während des venezianisch-österreichischen Türkenkriegs (1714–1718) und da vor allem während der Seeschlachten am Kap Matapan 1717 und 1718 Anerkennung gewonnen hatte, wurde als erster Großmeister der Malteser mit dem päpstlichen Ehren stucco e piliere ausgezeichnet. Auch gab der gebildete und kulturell interessierte Vilhena bedeutende Impulse für das Kulturleben Maltas und setzte hier wegweisende städtebauliche und gesellschaftlich-soziale Akzente. Zu nennen sind Verstärkungen und Neubauten der Befestigung Maltas, insbesondere das Fort Manoel (ab 1722), der Wiederaufbau Mdinas ab 1722, mit dem er den französischen Baumeister Charles de Mondion beauftragte, der ihm ab 1726 auch seinen Palácio Vilhena errichtete. Auch der maßgebliche Aufbau Florianas ab 1724 und des Festungsortes Ras et-Tafal auf Gozo ab 1723 sind von Bedeutung, ebenso half sein Programm zum Bau von Windmühlen, die Nahrungsmittelsicherheit Maltas zu sichern, mit der Ta’-Kola-Windmühle auf Gozo als letzter erhaltener Mühle. Auf kulturellem Gebiet ist vor allem das Teatru Manoel von 1732 zu nennen, das heute als eines der ältesten Theatern Europas gilt, aber auch im Bereich der Hochschulen und des Bibliothekswesen setzte er Impulse und richtete soziale Hilfswerke wie das Altenpflegeheim Casa di Caritá (das heutige Ospizo in Floriana) oder ein Mütter- und Jugendhilfswerk (Conservatorio). Vilhenas Grab in der Ordenskathedrale St. John’s Co-Cathedral gilt als das größte und kostspieligste aller Malteser-Großmeister.

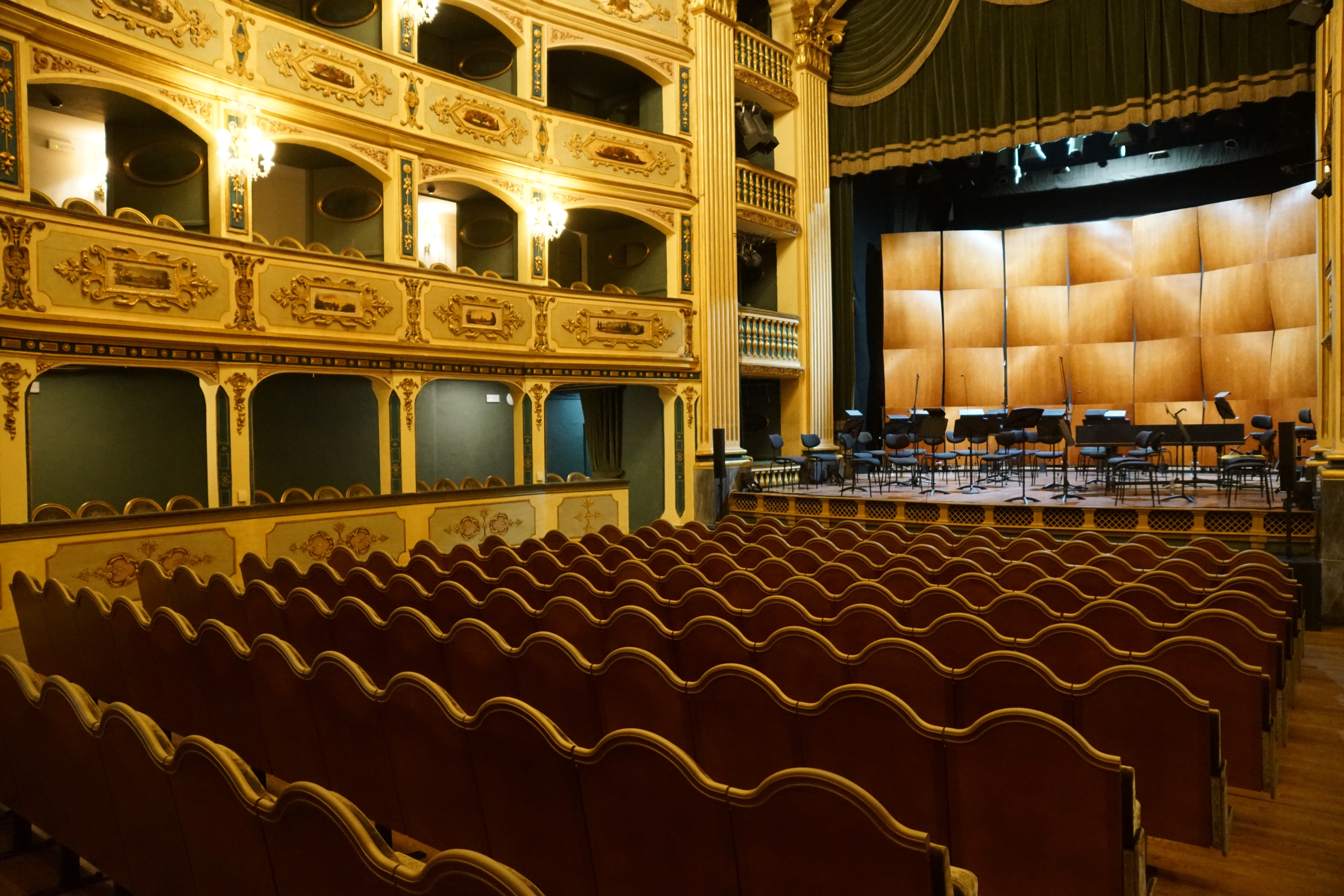
Innenraum des 1732 errichteten Teatru Manoel: es gilt als ältestes Theater Europas und gehört zum umfangreichen baulichen Erbe portugiesischer Regenten Maltas.

Die engen Verbindungen Maltas zu Portugal äußerten sich auch in anderen Bereichen. So wirkte der maltesische Architekt Carlo Gimach (1651–1730) beim Bau des Palácio Nacional de Mafra, insbesondere beim großen Treppenaufgang, und er leitete Teile des von 1703 bis 1718 erfolgten Umbaus des Klosters Arouca. Auch das Kloster Salzedas und der unvollendet gebliebene Lissabonner Palast Palácio do Correio Velho (auch Palácio Marim-Olhã) gehören zu seinen Arbeiten in Portugal, das er 1721 wieder verließ, um an der Gesamtrestaurierung der Kirche Sant’Anastasia in Rom zu arbeiten. In der Gegenrichtung kam 1723 der italienische Architekt und Maler Nicolau Nasoni dank seiner Zeit in Malta und seinen dortigen Verbindungen nach Portugal, wo er seine bedeutendsten Arbeiten schuf.
Die von den Historikern bislang noch unzureichend aufgearbeitete Geschichte der Beziehungen zwischen Malta und Portugal erstreckte sich neben Politik, Militär, Handel und Architektur auch auf zahlreiche andere Gebiete, etwa der Wissenschaft. Das 1787 in Malta verlegte Werk Tratado das Cores (portugiesisch für: Traktat über die Farben) des portugiesischen Ordensritters Diogo de Carvalho e Sampayo (1750–1807), der als Diplomat und Politiker, aber auch als Wissenschaftler wirkte, war für seine Zeit eine besonders ernstzunehmende und wertvolle wissenschaftliche Arbeit. Doch blieben vor allem die militärischen und politisch-gesellschaftlichen Beiträge portugiesischer Ordensritter auf Malta bis heute die bedeutendsten Beiträge zu den historischen maltesisch-portugiesischen Beziehungen, die nach dem Niedergang des Malteserordens im 18. Jahrhundert immer weiter an Bedeutung verloren.

#### Entfernung nach 1798
1798 eroberte Napoleon Malta, wogegen die Bevölkerung jedoch Widerstand leistete. Der Marquês (Markgraf) von Nisa kommandierte danach die portugiesische Flottenbeteiligung bei Admiral Nelsons erster Vertreibung der französischen Besatzung Maltas. Danach gab es immer weniger bedeutende Berührungspunkte zwischen Malta und Portugal, bis Großbritannien 1800 im Zusammenhang mit dem Zweiten Koalitionskrieg die Franzosen endgültig vertrieb und Malta vollends unter britische Herrschaft kam.

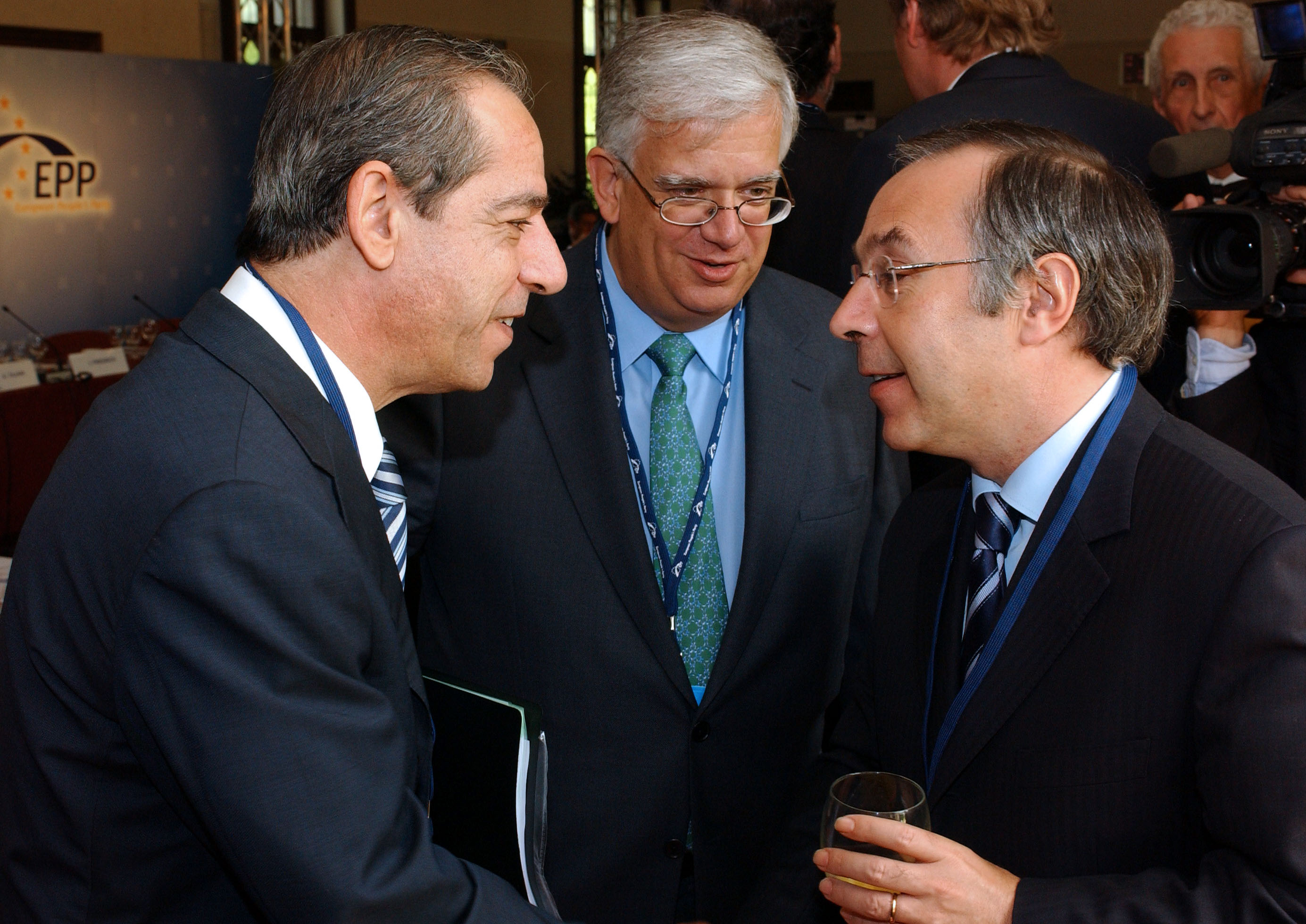
Lawrence Gonzi (links), Mário David (Mitte) und Luís Marques Mendes (rechts) 2005 beim EVP-Gipfel 2005: vor allem im Rahmen europäischer Institutionen gibt es heute vielfältige Beziehungen auf allen Ebenen zwischen beiden Ländern.

### Seit dem 20. Jahrhundert
Als britische Kolonie war Malta im Ersten Weltkrieg (1914–1918) Teil der Alliierten, zu denen auch Portugal gehörte. Malta blieb unter britischer Verwaltung, die die Inselbewohner bis zu einem gewissen Grad erfolgreich anglisierte, jedoch nie vollständig. Nach der inneren Selbstverwaltung ab 1947 erfolgte im Jahr 1964 die volle Unabhängigkeit Maltas.
Erstmals akkreditierte sich ein portugiesischer Vertreter im nunmehr unabhängigen Malta nach der Nelkenrevolution 1974 und dem Ende der semi-faschistischen Estado-Novo-Diktatur in Portugal. Eine eigene Botschaft eröffnete Portugal dort nicht, Malta gehört bis heute zum Amtsbezirk des portugiesischen Botschafters in Rom.
Ihre Beziehungen blieben zunächst schwach und nahmen erst im Zuge der europäischen Integration langsam zu, nach dem portugiesischen Beitritt zur heutigen EU 1986 und dem 2004 erfolgten Beitritts Maltas. Einem ersten Luftfahrtabkommen, am 22. Januar 1993 in Lissabon unterzeichnet, folgte am 9. Oktober 1994 in Malta die Unterzeichnung eines Kooperationsabkommens in Wissenschaft und Kultur. Am 26. Januar 2001 schlossen sie in Lissabon ein Doppelbesteuerungsabkommen und ein Abkommen zur Vermeidung von Steuerflucht bei Kapitalerträgen. Im Januar 1993 kam Maltas Premier Edward Fenech Adami zu einem dreitägigen Staatsbesuch nach Portugal, im Oktober 1994 kam Portugals Präsident Mário Soares zu einem ebenfalls dreitägigen Gegenbesuch. Seither kam es regelmäßig zu gegenseitigen Besuchen auf allen Ebenen, sowohl anlässlich von Staatsbesuchen als auch im Rahmen von Gipfeln und Konferenzen der verschiedenen Organisationen, in denen beide Mitglied sind.

## Diplomatie
Malta unterhält eine eigene Botschaft in Lissabon, in der Hausnummer 245 der Avenida da Liberdade. Daneben führt Malta Honorarkonsulate in Lissabon, Porto, Ponta Delgada auf den Azoren, und Faro (Sitz in Tavira) an der Algarve.
Portugal eröffnete 2005 eine eigene Botschaft in Malta, schloss diese aber 2008 wieder. Seither gehört Malta zum Amtsbezirk des portugiesischen Botschafters in Italien. Ein portugiesisches Honorarkonsulat ist in der maltesischen Hauptstadt Valletta eingerichtet.

## Städtefreundschaften
Seit dem EU-Beitritt des kleinen Inselstaats Maltas 2004 gingen bislang drei maltesische und drei portugiesische Kommunen Städtepartnerschaften ein (Stand 2019), davon zwei im Rahmen europäischer Kooperationsprojekte.

## Wirtschaft

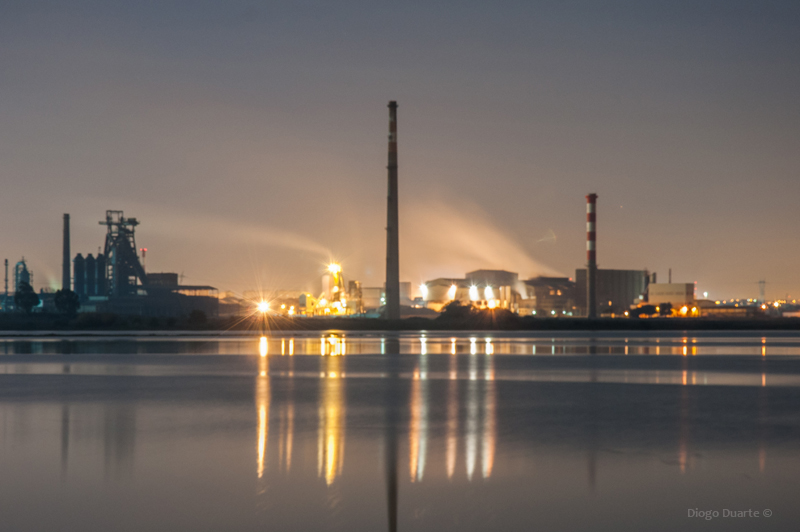
CUF-Fabriken in Barreiro: der Austausch chemischer Erzeugnisse bestimmt wesentlich den bilateralen Handel zwischen Malta und Portugal.

Der Handel zwischen beiden Ländern ist in stetigem Wachstum begriffen. Waren im Jahr 2018 noch 141 portugiesische Unternehmen im Import aus Malta und 368 im Export nach Malta tätig, so waren es im Jahr 2022 bereits 2.222 portugiesische Unternehmen, die aus Malta importierten, und 643, die dorthin exportierten.
Im Jahr 2023 betrug das bilaterale Handelsvolumen zwischen Malta und Portugal 317 Mio. Euro., mit einem Handelsbilanzüberschuss von gut 48,5 Mio. Euro zu Gunsten Portugals. In den vergangenen Jahren bestand mal zu Gunsten des einen, dann zu Gunsten des anderen Landes ein Handelsbilanzüberschuss, jedoch stets mit wachsendem Handelsvolumen im Im- und Export, nur durch einen mittleren Einbruch in Folge der weltweiten COVID-19-Pandemie 2020 unterbrochen.
Portugal führte 2023 Güter und Dienstleistungen im Wert von 134,3 Mio. Euro aus Malta ein (2022: 114,9 Mio.; 2021: 118,4 Mio.; 2020: 86,3 Mio.; 2019: 106,6 Mio.; 2018: 92,6 Mio.; 2017: 69,2 Mio.; 2016: 54,3 Mio.; 2015: 52,3 Mio.; 2010: 45,7 Mio.; 2005: 12,6 Mio.; 2000: 16,9 Mio.), davon 74,3 % chemisch-pharmazeutische Produkte, 13,9 % landwirtschaftliche Erzeugnisse, 6,1 % Fahrzeuge und Fahrzeugteile, 3,6 % Maschinen und Geräte, und 1,2 % Zellulosepaste und Papier.
Gleichzeitig importierte Malta aus Portugal Güter und Dienstleistungen in Höhe von 182,7 Mio. Euro (2022: 151,9 Mio.; 2021: 128,6 Mio.; 2020: 86,5 Mio.; 2019: 123,3 Mio.; 2018: 91,7 Mio.; 2017: 68,5 Mio.; 2016: 50,5 Mio.; 2015: 47,3 Mio.; 2010: 38,5 Mio.; 2005: 15,0 Mio.; 2000: 9,9 Mio.), davon 17,0 % chemisch-pharmazeutische Produkte, 11,9 % Zellulosepaste und Papier, 11,0 % landwirtschaftliche Erzeugnisse, 8,2 % Maschinen und Geräte, und 5,0 % Bekleidung.
Die portugiesische Außenhandelskammer AICEP führt keine Vertretung in Malta, der Kontakt erfolgt über das AICEP-Büro in Mailand oder die Hauptstelle in Lissabon.

## Sport

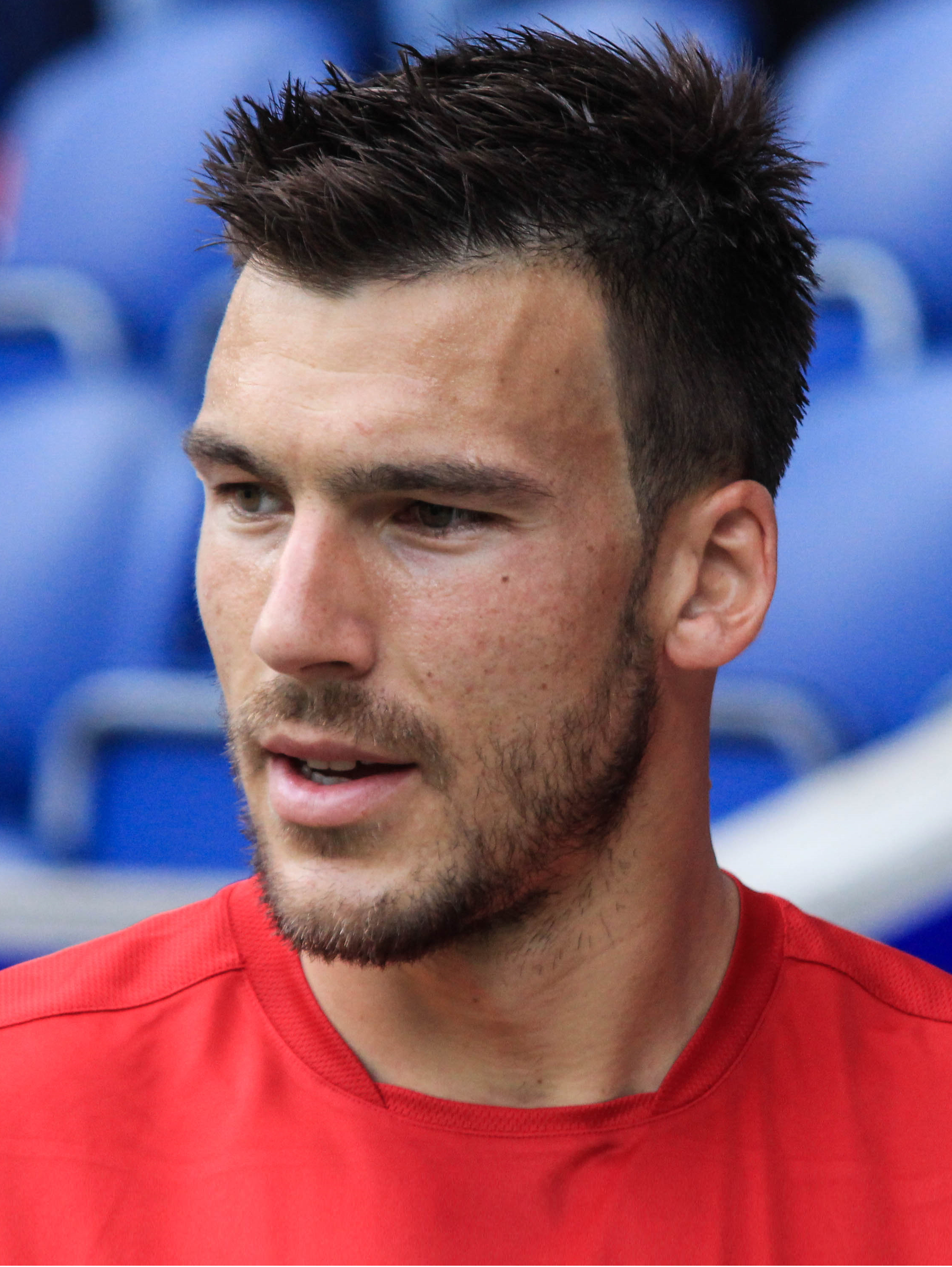
Der Portugiese Daniel Fernandes spielt seit 2020 bei maltesischen Vereinen.

Die Maltesische und die Portugiesische Fußballnationalmannschaft trafen bislang zehnmal aufeinander, mit neun portugiesischen Siegen und einem Unentschieden. Erstmals spielten sie am 10. Februar 1985 gegeneinander, das Spiel zur Qualifikation für die WM 1986 im maltesischen Ta’ Qali-Stadion endete 3:1 für Portugal.
Spieler beider Länder sind nur selten im jeweils anderen Land unter Vertrag. Zu den wenigen portugiesischen Beispielen zählen Daniel Fernandes, der seit 2020 bei wechselnden Vereinen in Malta spielt, der portugiesisch-guinea-bissauische Spieler Leocísio Sami, der seit 2021 beim FC Valletta spielt, oder auch Fábio Paím.
Unter den gleichfalls seltenen Fällen maltesischer Spieler in Portugal sind Nationalspieler wie Zach Muscat, der bei zwei portugiesischen Vereinen spielte, Udo Nwoko, der beim Leixões SC spielte, und André Schembri, der bei Boavista Porto tätig war.